# Anton Genov
Anton Genov (Bulgaars: Антон Генов) (Gabrovo, 10 oktober 1966) is een voormalig Bulgaars voetbalscheidsrechter. Hij was in dienst van FIFA en UEFA tussen 1999 en 2011. Ook leidde hij tot 2011 wedstrijden in de Parva Liga.
Op 15 augustus 2002 debuteerde Genov in Europees verband tijdens een wedstrijd tussen Ferencvárosi TC en AEL Limasol in de voorronde van de UEFA Cup; het eindigde in 4–0 en de Bulgaarse leidsman gaf zeven gele kaarten. Zijn eerste interland floot hij op 2 juni 2001, toen Armenië met 0–0 gelijkspeelde tegen Wit-Rusland. Tijdens dit duel gaf Genov één gele kaart.

## Interlands
| Datum            | Plaats                 | Wedstrijd                        | Uitslag | Competitie           | Kreeg geel | Kreeg voor de tweede keer geel en dus rood | Weggestuurd |
| ---------------- | ---------------------- | -------------------------------- | ------- | -------------------- | ---------- | ------------------------------------------ | ----------- |
| 2 juni 2001      | Jerevan, Armenië       | Armenië – Wit-Rusland            | 0 – 0   | WK 2002 kwalificatie | 1          | 0                                          | 0           |
| 20 februari 2002 | Sofia, Bulgarije       | Bulgarije – Azerbeidzjan         | 3 – 0   | Vriendschappelijk    | 1          | 0                                          | 0           |
| 20 november 2002 | Strovolos, Cyprus      | Cyprus – Malta                   | 2 – 1   | EK 2004 kwalificatie | 5          | 0                                          | 0           |
| 18 augustus 2004 | Skopje, Macedonië      | Macedonië – Armenië              | 3 – 0   | WK 2006 kwalificatie | 5          | 0                                          | 1           |
| 9 februari 2005  | Sofia, Bulgarije       | Bulgarije – Servië en Montenegro | 0 – 0   | Vriendschappelijk    | 2          | 0                                          | 1           |
| 8 juni 2005      | Tórshavn, Faeröer      | Faeröer – Ierland                | 0 – 2   | WK 2006 kwalificatie | 4          | 0                                          | 0           |
| 8 oktober 2005   | Helsinki, Finland      | Finland – Roemenië               | 0 – 1   | WK 2006 kwalificatie | 4          | 0                                          | 0           |
| 14 oktober 2008  | Saint-Denis, Frankrijk | Frankrijk – Tunesië              | 3 – 1   | Vriendschappelijk    | 2          | 0                                          | 0           |
| 14 oktober 2009  | Marijampolė, Litouwen  | Litouwen – Servië                | 2 – 1   | WK 2010 kwalificatie | 4          | 0                                          | 0           |
| 14 november 2009 | Strumica, Macedonië    | Macedonië – Canada               | 3 – 0   | Vriendschappelijk    | 2          | 0                                          | 0           |
| 17 november 2010 | Caïro, Egypte          | Egypte – Australië               | 3 – 0   | Vriendschappelijk    | 5          | 0                                          | 0           |
| 10 augustus 2011 | Shkodër, Albanië       | Albanië – Montenegro             | 3 – 2   | Vriendschappelijk    | 5          | 0                                          | 0           |